# Phitsanulok (thành phố)
Phitsanulok là thành phố ở miền bắc Thái Lan, thủ phủ của tỉnh có cùng tên, là thành phố cổ nhất ở quốc gia này với lịch sử 600 năm. Thành phố này là quê hương của vua Naresuan, người cứu Xiêm La khỏi cuộc thôn tính của Miến Điện vào cuối thế kỷ 16, và cũng là nơi sinh của em trai và người kế nhiệm ông là vua Ekathosarot (Sanpet III). Thành phố này nằm ở giao lộ của vùng miền bắc và miền trung Thái Lan nên là một địa điểm quan trọng chiến lược. Phitsanulok là kinh đô của Xiêm La trong 25 năm trong thời trị vì của vuaBoromma Trailokanat của Ayutthaya. Thành phố này nằm hai bên bờ sông Nan, ban đầu là một tiền đồn của Khmer với tên gọi là Song Kwae, trước khi sông Khwae Noi đổi dòng chảy vào thế kỷ 11 sau Công nguyên. Phitsanulok cũng đã từng là trung tâm của một tỉnh thuộc đế chế Angkor trong thời kỳ Angkor. Phitsanulok hiện có Đại học Naresuan và Đại học Ratchapat Pibun Songkram, và một căn cứ quân sự lớn của Quân đội Hoàng gia Thái Lan.

## Khí hậu
| Dữ liệu khí hậu của Phitsanulok (1981–2010) | Dữ liệu khí hậu của Phitsanulok (1981–2010) | Dữ liệu khí hậu của Phitsanulok (1981–2010) | Dữ liệu khí hậu của Phitsanulok (1981–2010) | Dữ liệu khí hậu của Phitsanulok (1981–2010) | Dữ liệu khí hậu của Phitsanulok (1981–2010) | Dữ liệu khí hậu của Phitsanulok (1981–2010) | Dữ liệu khí hậu của Phitsanulok (1981–2010) | Dữ liệu khí hậu của Phitsanulok (1981–2010) | Dữ liệu khí hậu của Phitsanulok (1981–2010) | Dữ liệu khí hậu của Phitsanulok (1981–2010) | Dữ liệu khí hậu của Phitsanulok (1981–2010) | Dữ liệu khí hậu của Phitsanulok (1981–2010) | Dữ liệu khí hậu của Phitsanulok (1981–2010) |
| Tháng                                       | 1                                           | 2                                           | 3                                           | 4                                           | 5                                           | 6                                           | 7                                           | 8                                           | 9                                           | 10                                          | 11                                          | 12                                          | Năm                                         |
| ------------------------------------------- | ------------------------------------------- | ------------------------------------------- | ------------------------------------------- | ------------------------------------------- | ------------------------------------------- | ------------------------------------------- | ------------------------------------------- | ------------------------------------------- | ------------------------------------------- | ------------------------------------------- | ------------------------------------------- | ------------------------------------------- | ------------------------------------------- |
| Cao kỉ lục °C (°F)                          | 36.3 (97.3)                                 | 38.4 (101.1)                                | 40.0 (104.0)                                | 41.8 (107.2)                                | 41.5 (106.7)                                | 39.4 (102.9)                                | 37.6 (99.7)                                 | 36.7 (98.1)                                 | 35.7 (96.3)                                 | 35.7 (96.3)                                 | 36.4 (97.5)                                 | 35.3 (95.5)                                 | 41.8 (107.2)                                |
| Trung bình ngày tối đa °C (°F)              | 31.6 (88.9)                                 | 33.8 (92.8)                                 | 35.8 (96.4)                                 | 37.2 (99.0)                                 | 35.6 (96.1)                                 | 34.0 (93.2)                                 | 33.2 (91.8)                                 | 32.5 (90.5)                                 | 32.5 (90.5)                                 | 32.4 (90.3)                                 | 31.7 (89.1)                                 | 30.7 (87.3)                                 | 33.4 (92.1)                                 |
| Trung bình ngày °C (°F)                     | 24.8 (76.6)                                 | 26.9 (80.4)                                 | 29.2 (84.6)                                 | 30.8 (87.4)                                 | 29.9 (85.8)                                 | 29.0 (84.2)                                 | 28.5 (83.3)                                 | 28.1 (82.6)                                 | 28.1 (82.6)                                 | 27.8 (82.0)                                 | 26.5 (79.7)                                 | 24.3 (75.7)                                 | 27.8 (82.0)                                 |
| Tối thiểu trung bình ngày °C (°F)           | 18.7 (65.7)                                 | 21.0 (69.8)                                 | 23.6 (74.5)                                 | 25.4 (77.7)                                 | 25.2 (77.4)                                 | 25.0 (77.0)                                 | 24.8 (76.6)                                 | 24.7 (76.5)                                 | 24.7 (76.5)                                 | 24.1 (75.4)                                 | 21.7 (71.1)                                 | 18.6 (65.5)                                 | 23.1 (73.6)                                 |
| Thấp kỉ lục °C (°F)                         | 10.4 (50.7)                                 | 13.0 (55.4)                                 | 12.7 (54.9)                                 | 19.6 (67.3)                                 | 20.4 (68.7)                                 | 21.0 (69.8)                                 | 21.5 (70.7)                                 | 21.4 (70.5)                                 | 21.7 (71.1)                                 | 17.1 (62.8)                                 | 12.1 (53.8)                                 | 8.9 (48.0)                                  | 8.9 (48.0)                                  |
| Lượng mưa trung bình mm (inches)            | 3.9 (0.15)                                  | 13.5 (0.53)                                 | 26.7 (1.05)                                 | 55.7 (2.19)                                 | 170.9 (6.73)                                | 165.7 (6.52)                                | 179.4 (7.06)                                | 247.6 (9.75)                                | 246.6 (9.71)                                | 162.5 (6.40)                                | 33.4 (1.31)                                 | 11.1 (0.44)                                 | 1.317 (51.85)                               |
| Số ngày mưa trung bình                      | 1.3                                         | 2.2                                         | 3.3                                         | 5.6                                         | 13.7                                        | 16.2                                        | 18.1                                        | 20.4                                        | 18.7                                        | 13.3                                        | 3.5                                         | 1.0                                         | 117.3                                       |
| Độ ẩm tương đối trung bình (%)              | 67                                          | 64                                          | 62                                          | 63                                          | 71                                          | 76                                          | 78                                          | 80                                          | 81                                          | 78                                          | 72                                          | 67                                          | 72                                          |
| Số giờ nắng trung bình tháng                | 257.3                                       | 243.0                                       | 275.9                                       | 243.0                                       | 198.4                                       | 117.0                                       | 120.9                                       | 117.8                                       | 108.0                                       | 179.8                                       | 219.0                                       | 257.3                                       | 2.337,4                                     |
| Số giờ nắng trung bình ngày                 | 8.3                                         | 8.6                                         | 8.9                                         | 8.1                                         | 6.4                                         | 3.9                                         | 3.9                                         | 3.8                                         | 3.6                                         | 5.8                                         | 7.3                                         | 8.3                                         | 6.6                                         |
| Nguồn 1:                                    |                                             |                                             |                                             |                                             |                                             |                                             |                                             |                                             |                                             |                                             |                                             |                                             |                                             |
| Nguồn 2:                                    |                                             |                                             |                                             |                                             |                                             |                                             |                                             |                                             |                                             |                                             |                                             |                                             |                                             |